# Piriqueta lourteigiae
Piriqueta lourteigiae är en passionsblomsväxtart som beskrevs av M.M. Arbo. Piriqueta lourteigiae ingår i släktet Piriqueta och familjen passionsblomsväxter. Inga underarter finns listade i Catalogue of Life.